# Camponotus propinquus
Camponotus propinquus é uma espécie de inseto do gênero Camponotus, pertencente à família Formicidae.